# 顾九苞
顾九苞（1738年—1781年），字文子，一字芍南，兴化人，清代经训学家。扬州学派代表人物之一。

## 生平
自幼博闻强记，受教於母，嗜書不倦，贯通经史，長於《毛詩》、三《禮》，被誉为“学冠东南”，乾隆四十二年（1777年）拔贡，曾为四库馆校录。乾隆四十五年（1780年）中举，乾隆四十六年（1781年）辛丑成进士，未幾卒。有子顧鳳毛早逝，次子顧麟瑞为诗人。

## 軼事
- 汪中曾扬言：“扬州一府，‘通者’三人，‘不通者’三人。”有人问他“通者”哪三人？“不通者”又是哪三人？他说：“通者是我自己和王念孙、刘台拱三人；不通者是程晋芳、任大椿、顾九苞三人。”[2]